# Andrographis
- Commons
- Wikispecies

Andrographis Wall. ex Nees, segundo o Sistema APG II, é um gênero botânico da família Acanthaceae, originárias da Ásia.

## Sinonímia
| - Haplanthoides H.W.Li - Haplanthus Nees | - Indoneesiella Sreem. |

## Espécies
| - Andrographis affinis - Andrographis alata - Andrographis atropurpurea - Andrographis beddomei - Andrographis ceylanica - Andrographis echioides - Andrographis elongata - Andrographis erpyllifolia - Andrographis explicata - Andrographis glandulosa - Andrographis glomeruliflora - Andrographis gracilis - Andrographis humifusa | - Andrographis lawsoni - Andrographis laxiflora - Andrographis lineata - Andrographis lobelioides - Andrographis longipedunculata - Andrographis macrobotrys - Andrographis monglunensis - Andrographis nallamalayana - Andrographis neesiana - Andrographis orbiculata - Andrographis ovata - Andrographis paniculata - Andrographis producta | - Andrographis rosulata - Andrographis rothii - Andrographis rotundifolia - Andrographis sinensis - Andrographis stellulata - Andrographis stenophylla - Andrographis subspathulata - Andrographis tenera - Andrographis tenuiflora - Andrographis viscidula - Andrographis viscosula - Andrographis wightiana |

- «Lista completa»

## Classificação do gênero
| Sistema | Classificação                       | Referência            |
| ------- | ----------------------------------- | --------------------- |
| APG II  | Ordem Lamiales, família Acanthaceae | APweb, versão 9, 2008 |